# B. J. and the Bear
B. J. and the Bear es una serie de televisión estadounidense del género comedia, producida por Universal TV entre 1979 y 1981. Se produjeron 46 capítulos de una hora de duración.

## Trama
La serie trata sobre un camionero, B.J. (Billy Joe) McKay (interpretado por el cantante Greg Evigan) y su mascota, un chimpancé llamado Bear, que circulan en un enorme camión marca Kenworth por los caminos de Estados Unidos, donde se ven enfrentados a una serie de aventuras con camioneros rivales, policías corruptos, bandidos de todos los tipos e injusticias de diversa índole.

## Otras características
Una característica particular para series de la época fue la incorporación de personajes femeninos en la forma de chicas jóvenes de enorme atractivo físico, de atuendo ligero y revelador. En cada capítulo, B.J. se veía involucrado de alguna forma con una o más de ellas.
Todos los policías con que se encontraba B.J. en su camino eran corruptos. Uno de ellos, Elroy P. Lobo (Claude Akins) captó especial simpatía por parte de la audiencia, lo que motivó la creación de su propia serie (Las desventuras del Sheriff Lobo).